# 李培禎
李培禎（Crystal Lee，1982年12月15日—），台灣藝人。2005年溫哥華華裔小姐選美冠軍。為各種大型活動主持，亦曾為模特兒、電視劇演出；2006年9月與台灣的國產實業集團「小開」林谷樺交往公開跑趴，2012年4月結婚。

## 經歷
- 2005年溫哥華華裔小姐冠軍，在2006年1月代表溫哥華選在香港舉行的國際華裔小姐。同是代表加拿大多倫多的倪晨曦，與李培禎有多份相似，第一，她們選國際華裔小姐三甲不入，但幸運入到五強；第二，她們說的都不是粵語，而是用國語來溝通；第三，她們都不在加拿大發展娛樂事業，李回到了台灣，而倪則到了香港，現在二人都結婚了，有了自己的小孩和老公。

## 演出作品

### 音樂錄影帶
- 張學友-12個音

### 網路劇
- 2007年 Yahoo!奇摩《誰是富商真愛》（True Love） 飾演 Linda

### 電視劇
- 2010年《偷心大聖PS男》 飾演 Kelly

## 外部連結
- 李培禎的Instagram帳戶